# Michael Yates
Michael D. Yates (nascut el 1946) és economista, educador laboral i editor associat de la revista socialista Monthly Review. Defensa una visió socialista de l'economia.

## Biografia
Yates va néixer en una petita ciutat minera, a uns 40 quilòmetres al nord de Pittsburgh, Pennsylvania. La seva àvia treballava en un vaixell com a cuinera i com a servent per a famílies a Manhattan, Newport (Rhode Island) i altres ciutats. La seva família immediata va tenir una llarga història de treball a llocs perillosos i poc saludables a les mines de carbó. Als 14 anys, la seva mare treballava descarregant dinamita a l'entrada de les mines de carbó. La seva mare, el seu oncle i la seva àvia van patir un asma sever per la pols generada a les mines. El seu pare va patir un enfisema per inhalar pols d'amiant i de sílice en el treball.
La vida de la família Yates va ser difícil, com ho era per a la majoria de treballadors. El pare de Yates treballava en una gran fàbrica de vidre a diverses milles de distància. El primer domicili de Yates no tenia aigua calenta corrent ni lavabo interior, i era propietat de l'empresa minera. Quan Michael tenia un any d'edat, els seus pares van traslladar-s a una casa vella a la granja d'un amic. Ara hi havia aigua calenta, però encara no hi havia canonades. Uns anys més tard, la família es va traslladar a una casa de nova construcció més propera a la fàbrica de vidre.
Treballava en la seva llicenciatura mentre impartia classes. L'ensenyament va aprofundir el seu radicalisme, i va abandonar d'una vegada per totes les economies neoclàssiques que se li havien ensenyat. També va participar en activitats sindicals, primer amb els treballadors de manteniment i de custòdia al campus i després amb els professors.
Yates va rebre el seu doctorat en economia de la Universitat de Pittsburgh el 1976. Se li va atorgar la permanència a la universitat poc després de completar el seu doctorat. Durant una estada sabàtica el 1977, va exercir com a director d'investigació de la United Farm Workers Union a la seu central de Keene, Califòrnia. Va abandonar durant la purga del personal sindical feta pel president del sindicat César Chavez.
Tot i que Yates va continuar ensenyant a UP-Johnstown, el 1980 va començar a ensenyar també a treballadors i activistes laborals. Va viatjar per tot l'estat de Pennsilvània i cap a West Virginia i Ohio, educant els treballadors sobre sindicats, el seu dret a formar un sindicat i economia. Va ensenyar durant molts anys al Centre Laboral de la Universitat de Massachusetts-Amherst, on els seus estudiants eren oficials i membres de la unió
Yates va començar a col·laborar amb Monthly Review a mitjans dels anys setanta i hi ha publicat molts d'articles al llarg dels anys. Monthly Review Press va publicar el primer llibre de Yates, Longer Hours, Fewer Jobs. N'han seguit tres llibres més i un volum coeditat. També va començar a realitzar alguns treballs d'edició per a la revista.
A mitjan dècada dels vuitanta, Yates es va divorciar de la seva primera esposa i diversos anys després es va casar per segona vegada. Té quatre fills.
El 2001, Yates es va retirar del seu lloc a UP-Johnstown. Ell i la seva dona van començar a viure una existència itinerant, gastant quantitats significatives de temps al Parc Nacional de Yellowstone, Manhattan, Miami Beach i a Portland, Oregon. Entre els dos, han viscut a la carretera, allotjant-se en motels, hotels, albergs i habitatges precaris. Aquests viatges es van documentar al llibre Cheap Motels and a Hotplate.
Després de la seva jubilació, Yates va esdevenir el 2001 editor associat a Monthly Review. El 2006, es va convertir en el director editorial de Monthly Review Press. Com a director, ha editat més de cinquanta títols. El 2018 es va retirar com a editor associat de Monthly Review.

## Obres
- Upward Struggle: A Bicentennial Tribute to Labor in Cambria and Somerset Counties (with Bruce Williams). Harrisburg, PA: Bicentennial Pennsylvania, 1976. ASIN: B0045VKCIU
- A Labor Law Handbook. 1st ed. Cambridge, Mass.: South End Press, 1987. ISBN 0-89608-261-X
- Longer Hours, Fewer Jobs: Employment and Unemployment in the United States. New York: Monthly Review Press, 1994. ISBN 99961-64-03-9
- Power on the Job: The Legal Rights of Working People. Cambridge, Mass.: South End Press, 1994. ISBN 0-89608-498-1
- Meiksins Wood, Ellen; Meiksins, Peter; and Yates, Michael D., eds. Rising from the Ashes?: Labor in the Age of "Global" Capitalism. New York: Monthly Review Press, 1998. ISBN 0-85345-939-8
- Why Unions Matter. New York: Monthly Review Press, 1998. ISBN 0-85345-929-0
- Naming the System: Inequality and Work in the Global Economy. New York: Monthly Review Press, 2003. ISBN 1-58367-079-3
- Cheap Motels and a Hot Plate: An Economist's Travelogue. New York: Monthly Review Press, 2007. ISBN 1-58367-143-9
- More Unequal: Aspects of Class in the United States. New York: Monthly Review Press, 2007. ISBN 1-58367-159-5
- In and Out of the Working Class. Winnipeg: Arbeiter Ring Publishing, 2009. ISBN 1-894037-35-9
- Why Unions Matter, 2nd edition. New York: Monthly Review Press, 2009. ISBN 978-1583671900
- The ABCs of the Economic Crisis: What Working People Need to Know (with Fred Magdoff). New York: Monthly Review Press, 2009. ISBN 978-1583671955
- Wisconsin Uprising: Labor Fights Back. New York: Monthly Review Press, 2012. ISBN 978-1583672808
- A Freedom Budget for All Americans: Recapturing the Promise of the Civil Rights Movement in the Struggle for Economic Justice Today (with Paul Le Blanc). New York: Monthly Review Press, 2013. ISBN 978-1583673607
- The Great Inequality. London: Routledge, 2016.ISBN 978-1138183452
- Can the Working Class Change the World. New York: Monthly Review Press, 2018. ISBN 978-1583677100